# Казакул, Анастасия Валерьевна
Анастасия Валерьевна Казакул (19 ноября 1982 года) — российская лыжница, призёр этапа Кубка мира. Мастер спорта. Более успешно выступает в дистанционных гонках.

## Карьера
В Кубке мира Казакул дебютировала 8 января 2000 года, в феврале 2011 года единственный раз в карьере попал в тройку лучших на этапе Кубка мира, в эстафете. Кроме этого имеет на своём счету 2 попадания в десятку лучших на этапах Кубка мира, оба так же в эстафетах, в личных гонках не поднималась выше 13-го места. Лучшим достижением Казакул в общем итоговом зачёте Кубка мира является 67-е место в сезоне 2005/06. В сезоне 2010/11 одержала победу в общем зачёте Восточноевропейского Кубка.
За свою карьеру на чемпионатах мира и Олимпийских играх участия не принимала.
Использует лыжи производства фирмы Fischer, ботинки и крепления Salomon.